# منتزه سيبروت الوطني
منتزه سيبروت الوطني يضم المنتزه 1.905 كيلومتر مربع (47٪) من جزيرة سيبيروت في جزر مينتاواي في غرب سومطرة بإندونيسيا. الجزيرة بأكملها بما في ذلك الحديقة الوطنية هي جزء من الشبكة العالمية لمحميات المحيط الحيوي.
الجوانب البارزة في المنتزه هي الحيوانات والنباتات المتوطنة والسكان الأصليين منتاواي، الذين لا يزالون يعيشون وفقًا لتقاليد الصيادين. يعتقد أن جزر مينتاواي قد تم عزلها عن البر الرئيسي لسومطرة منذ أكثر من 500.000 سنة، وبالتالي أنتج هذا العزل أنظمة بيئية فريدة.

## النباتات والحيوانات
نوع النظام البيئي السائد هو غابة مجنحية الثمر المطيرة، ولكن المنتزه يضم أيضًا أربعة أنظمة بيئية أخرى: غابة أولية مختلطة وغابة مستنقعات وغابة ساحلية وغابة أشجار المنغروف. تم تسجيل 864 فصيلة نباتية في المنتزه.
يحمي المنتزه أربعة أنواع من الحيوانات الرئيسية المتوطنة المهددة بالانقراض: جيبون كلوس، ومكاك سيبروت، ولانجور الذيل. من بين 31 نوعًا من الثدييات في المنتزه هناك أربعة أنواع مستوطنة من السنجاب.
كما تحمي الحديقة 134 نوعًا من الطيور، منها 19 نوعًا مستوطنة، بما في ذلك بومة مينتاواي.

## الحفظ والتهديدات
بدأت حماية بيئة الجزيرة في عام 1976 مع إنشاء محمية تايتى باتي للحياة البرية البالغة مساحتها 6.500 هكتار. في عام 1979 تم توسيع هذه المحمية إلى 56.500 هكتار وتم ترقيته إلى حالة المحمية الطبيعية. في عام 1981 أعلنت الجزيرة بأكملها محمية المحيط الحيوي. في عام 1993 تم إعلان الحديقة الوطنية الكبيرة التي تبلغ مساحتها 190.500 هكتار.
تهدد امتيازات قطع الأشجار 70 ٪ من الغابات خارج الحديقة الوطنية، وبالتالي تعرض النظام البيئي للجزيرة بأكمله للخطر.